# Katrin Reinert
Pour les articles homonymes, voir Reinert.
Katrin Reinert (née le 13 janvier 1988 à Stuttgart) est une rameuse allemande.

## Palmarès

### Championnats d'Europe
- 2014 à Belgrade, (Serbie)
  -  Médaille de bronze en huit barré
- 2007 à Poznań, (Pologne)
  -  Médaille d'argent en huit barré